# Eubacteriales
Eubacteriales, synonym Clostridiales (v. griech. clostridion „kleine Spindel“), ist die artenreichste Ordnung der Clostridia im Phylum Bacillota (früher genannt Firmicute). Es handelt sich um grampositive, anaerobe bis aerotolerante endosporenbildende Bakterien.

## Systematik
Die Ordnung wird in zwölf Familien gegliedert, wobei einige Vertreter noch nicht eindeutig klassifiziert sind. Sie sind noch nicht in der Approved Lists of Bacterial Names aufgeführt. Allerdings erfolgte bei ihnen die Publikation oder Validierung im International Journal of Systematic and Evolutionary Microbiology (IJSEM), in der folgenden Liste mit einem Einzelnachweis auf das IJSEM vermerkt. Dieser aktuelle Stand kann in der List of Prokaryotic names with Standing in Nomenclature (LPSN) eingesehen werden.
- Caldicoprobacteraceae[3]
- Christensenellaceae[4]
- Clostridiaceae(B)
- Defluviitaleaceae[5]
- Eubacteriaceae(B)
- Gracilibacteraceae(B)
- Heliobacteriaceae(B)
- Lachnospiraceae(B)
- Peptococcaceae(B)
- Peptostreptococcaceae(B)
- Ruminococcaceae(B)
- Syntrophomonadaceae(B)

Die Familie Oscillospiraceae ist zurzeit (Stand 2013) der Ordnung Lactobacillales zugeordnet. Forschungsergebnisse aus dem Jahr 2003 weisen darauf hin, dass eine Zuordnung zur Ordnung Clostridiales erfolgen sollte. In der Taxonomie-Datenbank des National Center for Biotechnology Information (NCBI; „Nationales Zentrum für Biotechnologieinformation“) ist die Familie dort bereits entsprechend klassifiziert. Der Bergey's Manual führt die mit einem (B) markierten Taxa in der Ordnung Clostridiales, zusätzlich ist dort noch die Familie Veillonellaceae aufgeführt.